# Château Sooneck
Le château Sooneck est un château médiéval de la Vallée du Haut-Rhin moyen, dans le land de Rhénanie-Palatinat en Allemagne. Il est situé près du village de Niederheimbach entre Bingen et Bacharach.
Depuis 2002, il est classé sur la liste du patrimoine mondial de l'UNESCO.

## Source
- (en) Cet article est partiellement ou en totalité issu de l’article de Wikipédia en anglais intitulé « Sooneck Castle » (voir la liste des auteurs).